# Eenzijdig wintergroen
Eenzijdig wintergroen (Orthilia secunda; synoniemen: Pyrola secunda en Ramischia secunda) is een groenblijvende, half-struikachtige, vaste plant, die behoort tot de heidefamilie (Ericaceae). Het is een plant van schaduwrijke plekken in duinen en bossen. Eenzijdig wintergroen komt van nature voor in Eurazië. Vroeger kwam de plant voor in de Wassenaarse duinen en in de bossen bij Hummelo en Weert. De soort staat op de Nederlandse Rode lijst planten als in Nederland niet meer aanwezig.
De botanische naam Orthillia betekent in het Oudgrieks "rechte spiraal" en verwijst naar de naar één zijde van de stengel hangende bloemen
De plant wordt 7-15 cm hoog en vormt een vertakte wortelstok (rizoom). De bladeren zijn eirond tot langwerpig-eirond met een spitse top en een gekartelde-gezaagde bladrand.
Eenzijdig wintergroen bloeit in juni en juli met groenachtig-witte, 5-6 mm grote, klokvormige tot halfkogelvormige bloemen, die naar één zijde van de stengel hangen. De bloeiwijze is een tros. De stijl van de stamper is langer dan de bloemkroon, waardoor de stempel buiten de bloem steekt. Aan de voet van het vruchtbeginsel zitten tien zeer kleine honingklieren. De bestuiving vindt plaats door insecten.

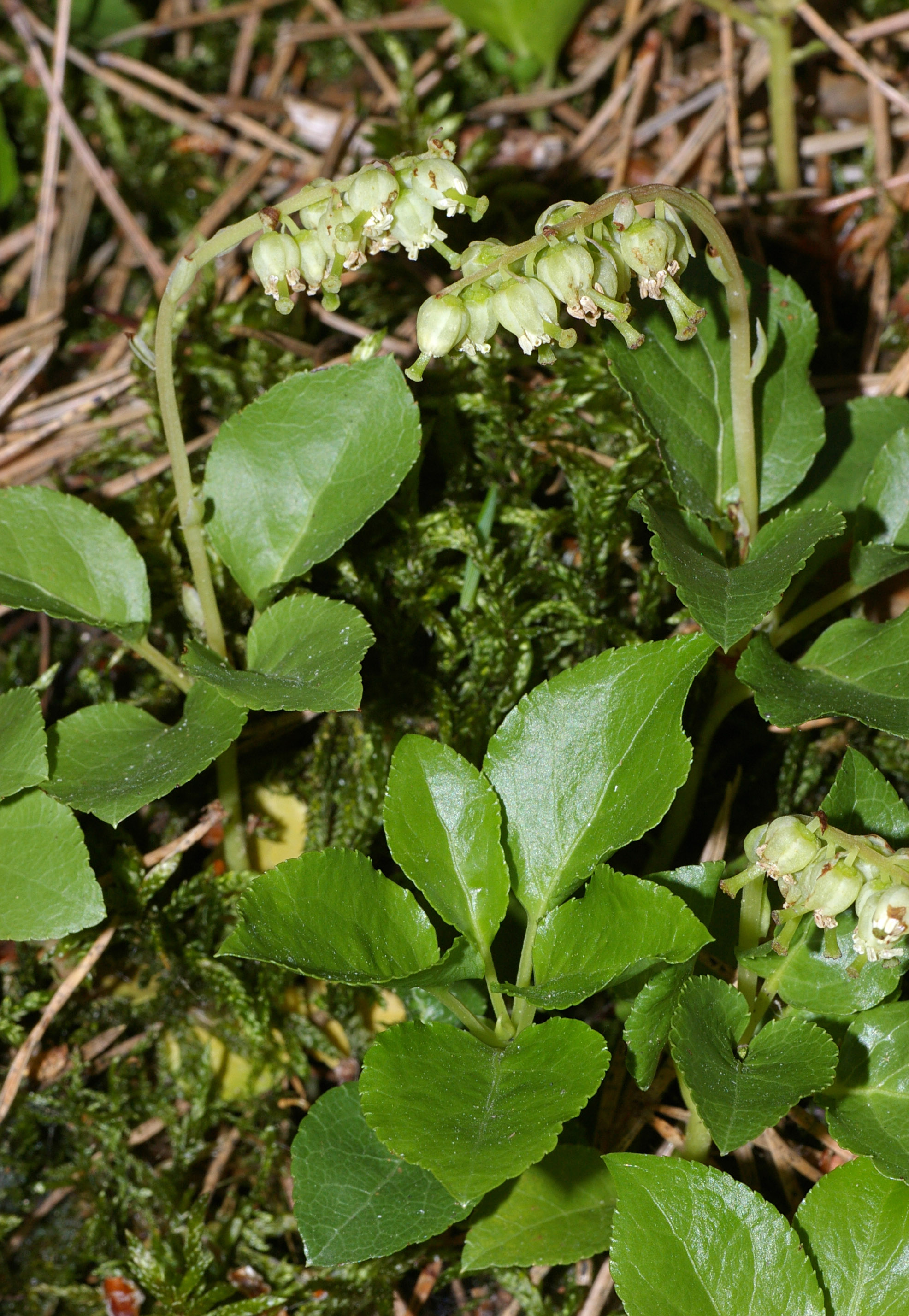
Bloeiwijze

De vrucht is een 2-3 × 4-5 mm grote doosvrucht.
De plant gaat een relatie met mycorrhiza aan.

## Plantengemeenschap
Het eenzijdig wintergroen is een kensoort voor de klasse van naaldbossen (Vaccinio-Piceetea).